# Carinata ganga
Carinata ganga är en insektsart som beskrevs av Li och Wang 1992. Carinata ganga ingår i släktet Carinata och familjen dvärgstritar. Inga underarter finns listade i Catalogue of Life.